# Веслање на Летњим олимпијским играма 1900.
Веслање на Летњим олимпијским играма у Паризу 1900. године је било прво такмичење у овом спорту на Летњим олимпијским играма. На првим Играма 1896. у Атини отказано је због јаког ветра. Одржано је на реци Сени 25 и 26. августа.
Такмичење је укључивало 4 дисциплине (само у мушкој конкуренцији), али је подељено пет комплета медаља
Учествовало је 94 веслача (укључујући и кормиларе) из 8 земаља:

## Земље учеснице
| - Белгија (9) - Француска (40) - Холандија (13) - Италија (1) | - Немачко царство (16) - САД (9) - Шпанија (5) - Уједињено Краљевство (1) |

## Освајачи медаља
| Дисциплина                    | | Резултат | | Резултат | | Резултат |
| Скиф детаљи                   | Ерман Бареле · Француска                                                                                                | 7:35,6   | Андре Годен · Француска | 7:41,6   | Сент Џорџ Еш · Уједињено Краљевство | 8:15,6   |
| Двојац са кормиларом детаљи   | Франсоа Брант Рулоф Клајн Хермнаус Брокман (кормилар) Мешовити тим                                                      | 7:34,2   | Лисјен Мартен · Рене Валеф · (корм. непознат) · Француска | 7:34,4   | Карлос Делтур · Антоан Ведрен · Раул Паоли (корм) · Француска | 7:57,2   |
| Четверац са кормиларом детаљи | Анри Букер · Жан Ко · Емил Делшамбр · Анри Азебрук · Шарло (корм) · Француска                                           | 7:11,0   | Georges Lumpp · Шарл Перен · Daniel Soubeyran · Емил Вегелен · (корм. непознат) · Француска                                                                                        | 7:18,0   | Вилхелм Карстенс, Јулијус Кернер Адолф Мелер Хуго Ристер Макс Амерман (корм) Немачко царство                                                                                   | 7:18,2   |
| Четверац са кормиларом детаљи | Густав Гослер Оскар Гослер Валтер Каценштајн Валдемар Титгенс Карл Гослер (корм) Немачко царство                        | 5:59,0   | Coenraad Hiebendaal · Gerhard Lotsy · Paulus Lotsy · Johannes Terwogt · Хермнаус Брокман (кормилар) · Холандија                                                                    | 6:33,0   | Ернст Феле Ото Фикајзен Карл Леле Херман Вилкер Франц Креверат (корм) Немачко царство                                                                                          | 6:35,0   |
| Осмерац детаљи                | Вилијам Кар Хари Дебек Џон Ексли Џон Гајгер Едвин Хидли Џејмс Џувенал Роско Локвуд Едвард Марш Луис Абел (кормилар) САД | 6:07,8   | Жил де Бишоп · Проспер Бругеман · Оскар де Сомвил · Оскар де Кок · Морис Хемелсут · Марцел ван Кромбруге · Франк Одберг · Морис Вердонк · Алфред ван Ландегем (кормилар) · Белгија | 6:13,8   | Франсоа Брант · Јоханес ван Дајк · Рулоф Клајн · Рурд Легстра · Валтер Миделберг · Хендрик Оферхаус · Валтер Тајсен · Хенрикус Тромп · Хермнаус Брокман (кормилар) · Холандија | 6:23,0   |

## Биланс медаља
|    | Држава               |   |   |   |    |
| -- | -------------------- | - | - | - | -- |
| 1. | Француска            | 2 | 3 | 1 | 6  |
| 2. | Немачко царство      | 1 | 0 | 2 | 3  |
| 3. | САД                  | 1 | 0 | 0 | 1  |
| 3. | Мешовити тим         | 1 | 0 | 0 | 1  |
| 5. | Холандија            | 0 | 1 | 1 | 2  |
| 6. | Белгија              | 0 | 1 | 0 | 1  |
| 7. | Уједињено Краљевство | 0 | 0 | 1 | 1  |
|    | Укупно (7)           | 5 | 5 | 5 | 15 |